# Music Box (албум)
Music Box e третият студиен албум на американската дива Марая Кери. Издаден през септември 1993 г. той изкачва певицата по върховете на класациите в цял свят. Синглите Dreamlover и Hero достигат върховата позиция зад океана, а мегахитът ѝ Without You покорява цяла Европа и превръща Кери в интернационална супер звезда. Критиката започва да не гледа с добро око на певицата защото тя вече е утвърден изпълнител в целия свят, а все още не е правила турне. Именно тези критики подтикват Кери и звукозаписната ѝ компания да направят щатски тур наречен Music Box Tour. На първия концерт в Маями се събира 15-хилядна публика която буквално стряска Марая при излизането ѝ на сцената. Концертът не протича много добре заради огромното притеснение на звездата, но въпреки всичко публиката не спира да я окуражава през цялото време. Следващите концерти са по-успешни. Марая Кери доказва, че наистина може да пее на живо дори по-добре отколкото в студиото.
Music Box се е продал в над 30 милиона копия по цял свят и се е превърнал в единия от двата най-продавани албума на Кери.

## Списък с песните

### Оригинален траклист
1. „Dreamlover“ – 3:54
2. „Hero“ – 4:19
3. „Anytime You Need a Friend“ – 4:26
4. „Music Box“ – 4:57
5. „Now That I Know“ – 4:19
6. „Never Forget You“ – 3:46
7. „Without You“ – 3:36
8. „Just to Hold You Once Again“ – 3:59
9. „I've Been Thinking About You“ – 4:48
10. „All I've Ever Wanted“ – 3:51

### Европейско, Австралийско и Японско издание
1. „Everything Fades Away“ – 5:25

### Латиноамериканско издание
1. „Héroe“ – 4:19